# Siège d'Assilah (1508)
Pour les articles homonymes, voir Siège d'Assilah.
Maroc portugais
Le siège d'Assilah de 1508 est une tentative du sultan marocain Mohammed al-Burtuqâlî de prendre la ville d'Assilah, occupée par les Portugais depuis 1471.

## Contexte
En 1471, les Portugais s'attaquent à Assilah. Lorsque Mohammed ach-Chaykh apprend la nouvelle, il lève le siège de Fès contre son rival idrisside Mohammed ibn Ali Amrani-Joutey, et marche immédiatement vers Assilah. Cependant, son armée arrive en retard. La ville étant prise, et sa famille faite prisonnière. Il apprend également que les Portugais se sont emparés de Tanger. Comprenant l'impossibilité de mener une guerre aux chrétiens sans avoir éliminé son rival et concurrent pour le trône Mohammed ibn Ali Amrani-Joutey, il décide de négocier avec les Portugais. Une trêve de 20 ans est signé en échange de la reconnaissance par les Wattassides de la souveraineté du Portugal sur Ceuta, Ksar Sghir, Tanger et Assilah. Sa famille est finalement libérée en échange du corps de l'infant Ferdinand, mort en captivité à Fès en 1443.
Mohammed al-Burtuqâlî fait partie des prisonniers d'Assilah. À la suite de la mort de son père Mohammed ach-Chaykh, il lui succède. Mohammed al-Burtuqâlî qui est né et a grandi à Assilah, ne rêve que de chasser les chrétiens de sa ville natale. D'après les sources portugaises, il lève une immense armée de 20 000 fantassins, 20 000 cavaliers, 10 000 arbalétriers et carabiniers , soutenus par une importante artillerie. L'effectif des Marocains qui semble exagéré par les Portugais, dénote de l'importance du siège.

## Déroulement
Le 19 octobre 1508, l'armée marocaine se présente devant Assilah, faiblement défendue par 400 Portugais. Les Marocains installent tout le long de la plage, une série de redoutes creusées, contenant des batteries, pour bloquer l'entrée du port. Au bout de trois jours, l'artillerie marocaine fait une énorme brèche dans la muraille, la ville est envahie par les Marocains. Le commandant de la garnison Vasco Coutinho réussit à se réfugier dans la citadelle de la ville avec une centaine de soldats.
Averti par des soldats ayant fui sur une caravelle, Jean de Meneses qui se trouvait au large de Tanger avec son escadre, décide de sauver la garnison d'Assilah. Après de durs combats, il réussit à introduire 500 hommes dans la citadelle de la ville. Vasco Coutinho grâce aux renforts, réussit à mener des sorties contre les Marocains qui ont investi la ville, mais pas suffisant pour repousser les attaques berbères. 
Le roi de Castille puis d'Aragon Ferdinand le Catholique, qui se trouve alors en Andalousie, apprend la nouvelle du siège. Il donne l'ordre au comte Pedro Navarro de secourir Assilah. L'arrivée de la flotte espagnole pousse le sultan Mohammed al-Burtuqâlî à lever le siège.

## Sources